# Cossezen
Cossezen (fl. XII secolo) è stato identificato con il più antico trovatore di madrelingua italiana, la cui unica attestazione è rappresentata tuttavia esclusivamente da una stanza della famosa satira sui poeti contemporanei di Peire d'Alvernhe, dove si accenna ad un Cossezen e che alcuni studiosi ritengono composta prima del 1173.
Peire d'Alvernhe scrive infatti, alla fine della galleria satirica:
que clama sos vezins coartz

et elh eis sent de l’espaven;

pero us sonetz fai gaillartz

ab motz maribotz e bastartz,

e lui apell’om Cossezen.»
che i suoi compatriotti chiama codardi

e lui medesmo dello spavento sente;

ma scrive canzonette gagliarde

con parole truccate e bastarde,

e lui lo si chiama Cossezen.»
"Cossezen" in realtà è solo un soprannome ironico attribuito al vero trovatore italiano a causa della sua dizione che è il modo di parlare correttamente definito dagli amici "bastardo".(bastartz). L'identità italiana di questo trovatore si fonda sul fatto che lui sia "un vecchio lombardo" e il suo utilizzo di "parole bastarde", possibilmente un riferimento agli italianismi. D'altra parte, "Lombartz" era all'epoca un termine comunemente accettato che stava per "avaro" , banchiere o usuraio e potrebbe dunque non riferirsi alla patria di Cossezen. Se Cossezen fosse stato, tuttavia, come sembra più probabile, un lombardo, ciò farebbe di lui il primo poeta lirico occitano, italiano di nascita, sebbene nessuno dei suoi componimenti sopravviva e non vi è menzione di lui se non nella satira di Peire.